# Biotopkataster Nordrhein-Westfalen
Das Biotopkataster Nordrhein-Westfalen, kurz BK NRW, ist ein Projekt des LANUV NRW zur Erfassung von geschützten und schutzwürdigen Biotopen und ihrer Sachdaten. Es besteht seit 1978.
In der Datenbank können sich die fünf Bezirksregierungen und die 54 Kreisen und kreisfreien Städte in NRW informieren, wo sich in ihrem Bezirk geschützte Biotope befinden. Rechtliche Grundlage für die Erfassung ist § 42 Abs. 2 Landesnaturschutzgesetz NRW. Die Typen werden in § 30 Bundesnaturschutzgesetz und § 42 Landesnaturschutzgesetz NRW definiert.
Anfang 2014 gab es in Nordrhein-Westfalen:
- 3.151 Naturschutzgebiete,
- 1 Nationalpark,
- 518 Gebiete unter dem europäischen Schutzstatus der Fauna-Flora-Habitat-Richtlinie (FFH-Gebiete),
- 28 Vogelschutzgebiete mit europäischem Schutzstatus,
- 29.234 schutzwürdige und 33.471 unter Schutz stehende Biotope als kartierte Lebensräume für seltene Tier- und Pflanzenarten sowie
- 5.581 Alleen.